# FK Haniska
FK Haniska là một câu lạc bộ bóng đá Slovakia, đến từ thị trấn Haniska. Câu lạc bộ được thành lập năm 1991.

## Cầu thủ đáng chú ý
Từng thi đấu cho các đội tuyển quốc gia tương ứng. Các cầu thủ có tên in đậm thi đấu cho đội tuyển quốc gia và FK.
- Jaroslav Kolbas
- Robert Cicman
- Marcel Majoroš